# Ocotea pausiaca
Ocotea pausiaca är en lagerväxtart som beskrevs av J.G. Rohwer. Ocotea pausiaca ingår i släktet Ocotea och familjen lagerväxter. Inga underarter finns listade i Catalogue of Life.